# Hohholz
Hohholz ist ein Gemeindeteil des Marktes Emskirchen im Landkreis Neustadt an der Aisch-Bad Windsheim (Mittelfranken, Bayern). Die Gemarkung Hohholz hat eine Fläche von 6,019 km². Sie ist in 535 Flurstücke aufgeteilt, die eine durchschnittliche Fläche von 11250,69 m² haben. In ihr liegen neben dem namensgebenden Ort die Gemeindeteile Kaltenneuses und Tanzenhaid.

## Geografie
Beim Dorf entspringt der Albach, ein linker Zufluss der Mittleren Aurach. Der Ort ist ringsum von Wald umgeben: im Nordwesten von der Bertholdswaldung, im Norden vom Ochsengraben, im Nordosten vom Hutschlag, im Südosten vom Leintännig und im Südwesten vom Glaswald. Im Südosten liegen auch die Oberalbachteiche. Die Staatsstraße 2414 führt nach Brunn (2,3 km südlich) bzw. am Kleehof vorbei nach Birnbaum (3,7 km nördlich).

## Geschichte
Der auf eine späte Rodungssiedlung („hoch im Wald oder im Hochwald“) zurückgehende Ort wurde 1361/64 im burggräflichen Salbuch als „Hoͤhuͤltz“ erstmals  erwähnt. Damals gehörte der Ort zum burggräflichen Amt Schauerberg. Nach dessen Auflösung unterstand der Ort dem neu geschaffenen Amt Emskirchen. Im Anschluss wurde den Herren von Seckendorff der Anspruch auf den Zehnten gegeben. 1459 verkauften diese ihren Anspruch in „Hochholtz“ an den Nürnberger Bürger Konrad Baumgarten. 1486 wurde der Ort Heinrich von Lüchau zu Lehen gegeben. 1517 kam der Ort in den Besitz der Schenken von Limpurg, die fraischliche Obrigkeit hatte jedoch das markgräfliche Amt Emskirchen. Von 1559 bis ins frühe 18. Jahrhundert gehörte der Ort größtenteils den Herren von Heßberg, ab dem 24. Mai 1753 den Grafen von Pückler-Limpurg.
Gegen Ende des 18. Jahrhunderts gab es in Hohholz 13 Anwesen (8 Güter, 1 Haus, 1 Ziegelei, 1 Hirtenhaus). Das Hochgericht, die Dorf- und Gemeindeherrschaft und die Grundherrschaft über alle Anwesen übte die Herrschaft Brunn aus.
Von 1797 bis 1810 unterstand der Ort dem Justizamt Markt Erlbach und Kammeramt Emskirchen. 1810 kam Hohholz zum Königreich Bayern. Im Rahmen des Gemeindeedikts wurde es dem 1811 gebildeten Steuerdistrikt Brunn und der 1813 gebildeten Ruralgemeinde Brunn zugewiesen. Mit dem Zweiten Gemeindeedikt (1818) bildete Hohholz mit Kaltenneuses, Tanzenhaid, Vierzehnmorgen und Ziegelhütte eine Ruralgemeinde. Sie unterstand bis 1833 dem Patrimonialgericht Brunn unmittelbar, in Verwaltung und Gerichtsbarkeit dem Landgericht Markt Erlbach und in der Finanzverwaltung dem Rentamt Neustadt an der Aisch. Die freiwillige Gerichtsbarkeit und die Polizei hatte bis 1833 das Patrimonialgericht, von 1833 bis 1848 das Pflegamt Brunn inne. Ab 1862 gehörte Hohholz zum Bezirksamt Neustadt an der Aisch (1939 in Landkreis Neustadt an der Aisch umbenannt) und ab 1856 zum Rentamt Markt Erlbach (1919–1929: Finanzamt Markt Erlbach, 1929–1972: Finanzamt Neustadt an der Aisch, seit 1972: Finanzamt Uffenheim). Die Gerichtsbarkeit blieb beim Landgericht Markt Erlbach (1879 in das Amtsgericht Markt Erlbach umgewandelt), von 1959 bis 1972 war das Amtsgericht Fürth zuständig, seitdem ist es das Amtsgericht Neustadt an der Aisch. Die Gemeinde hatte 1964 eine Gebietsfläche von 5,977 km².
Am 1. Januar 1972 wurde Hohholz im Zuge der Gebietsreform in Bayern nach Emskirchen eingemeindet.

### Baudenkmäler
- Ehemaliges Rittergut mit Stall, Scheune und Einfriedung[17]
- 41 Grenzsteine des ehemaligen gräflich Pücklerschen Hochgerichtssprengels[17]

### Einwohnerentwicklung
Gemeinde Hohholz
| Jahr      | 1818   | 1840   | 1852   | 1855   | 1861   | 1867   | 1871   | 1875   | 1880   | 1885   | 1890   | 1895   | 1900   | 1905   | 1910   | 1919   | 1925   | 1933   | 1939   | 1946   | 1950   | 1952   | 1961   | 1970   |
| Einwohner | 176    | 232    | 247    | 233    | 232    | 237    | 232    | 217    | 216    | 206    | 176    | 182    | 176    | 192    | 168    | 161    | 174    | 152    | 153    | 218    | 212    | 216    | 195    | 145    |
| Häuser    | 34     | 35     |        |        |        |        | 40     |        |        | 40     | 41     |        | 42     |        |        |        | 42     |        |        |        | 42     |        | 44     |        |
| Quelle    | [ 19 ] | [ 20 ] | [ 21 ] | [ 21 ] | [ 22 ] | [ 23 ] | [ 24 ] | [ 25 ] | [ 26 ] | [ 27 ] | [ 28 ] | [ 21 ] | [ 29 ] | [ 21 ] | [ 30 ] | [ 21 ] | [ 31 ] | [ 21 ] | [ 21 ] | [ 21 ] | [ 32 ] | [ 21 ] | [ 14 ] | [ 33 ] |

Ort Hohholz
| Jahr      | 001818 | 001840 | 001861 | 001871 | 001885 | 001900 | 001925 | 001950 | 001961 | 001970 | 001987 |
| Einwohner | 91     | 155    | *150   | 155    | 137    | 126    | 112    | 149    | 134    | 99     | *123   |
| Häuser    | 18     | 21     |        |        | 27     | 29     | 30     | 33     | 33     |        | *48    |
| Quelle    | [ 19 ] | [ 20 ] | [ 22 ] | [ 24 ] | [ 27 ] | [ 29 ] | [ 31 ] | [ 32 ] | [ 14 ] | [ 33 ] | [ 1 ]  |

## Industrie und lokale Unternehmen
Die Grafen von Pückler-Limpurg gründeten im ehemaligen Rittergut (heute Haus Nr. 10 und 12) eine chemische Fabrik. Produziert wurden Berliner Blau, Blutlaugensalz, Quecksilberpräparate und verschiedene Säuren, später auch Ultramarinfarbe und Arzneimittel. Im 19. Jahrhundert wurde die Fabrik von dem einheimischen studierten Chemiker Philipp Wilhelm Seewald betrieben, bevor sie 1856 in Konkurs ging. 1955 eröffnete Friedrich Delatron eine Gaststätte, welche 1970 wieder geschlossen wurde. Im Ort gibt es gegenwärtig eine kleine Anzahl an Gewerben, so ein Geschäft für Pferdebedarf, eine Kunstschlosserei, einen Kundendienst für Feuerlöscher, und einen Fotografen.

## Infrastruktur
Bis zum Jahr 2018, war Hohholz lediglich mit Modemgeschwindigkeit an das Internet angeschlossen. Auf Druck aus der Bevölkerung wurde im Jahr 2019 Hohholz an das Glasfasernetz der Deutschen Telekom angeschlossen.

## Religion
Der Ort ist seit der Reformation evangelisch-lutherisch geprägt und bis heute nach St. Georg (Brunn) gepfarrt.

## Persönlichkeiten
- Philipp Wilhelm Seewald (* 1790 in Hohholz), Chemiker, Chemiefabrikant, Gutsbesitzer; 1837 bis 1843 Mitglied des Bayerischen Landtags.[42][43]
- Leonhard Förtsch (* 1888 in Hohholz; † 1961), Bürgermeister von Zirndorf